# 物質幽靈
《物質幽靈》是富士見書房《富士見Fantasia文庫》出版的輕小說，也是第17屆Fantasia長篇小說大賞佳作。作者是葵關南，插圖繪師是。在作者的部落格裡曾連載過本作的外傳《二選一的幽靈》。

## 作品概要
有自殺傾向的高中生式見螢在一次車禍的休克中發覺自己有「讓在自身半徑2m之內的幽靈實體化」的能力。因此，遇見了失憶的美少女幽靈夕，展開了奇妙的同居生活。

## 登場人物
式見 螢
故事主角。具有「靈體物質化」的能力。
如果打扮後，外型極像女性，甚至比異性更漂亮。也因此遭到「剝臉者」的忌妒。
口頭禪是「好想死」。屬於「自殺自願者」，只是因為不想對周遭的人帶來困擾和害怕痛楚才一直沒有付諸實行。
在與「中に居る」一戰中學會如何把自己靈魂排出體外。
事實上螢之所以會想死是因為自己「靈體物質化」能力。該能力打破了生與死之間的界限，為每一個生者潛意識中所拒絕，所以螢受到世間萬物的排斥。因為從小默認這種壓力，於是培養出過人的精神力，同時也藉由「好想死」這句話來加以排泄壓力。
在第三卷了解自殺念頭起因後，被ユウ等人強制要求更改口頭禪，之後的口頭禪為「饒了我吧」。
在第四卷末被貌似小幽的幽靈行刺(實為抱有遺憾過身的日向耀)。
游兔
喪失記憶的幽靈。
因為「螢是唯一能看到並接觸到的人」、「螢是自己喜歡的類型」這兩個理由而強制性的居住在螢家。
遊兎這名子，表面上是「玩耍的兔子」（遊ぶ兎）之意，遊兎日文唸作ユウ。實際上，由來為幽靈的「幽」或浮游靈的「游」（這兩個字在日文的讀音也是ユウ）。
為塔納托斯所告知其真實身分是世界對異端式見螢的監視者，所以才沒有過去的記憶及擁有螢所喜好的外貌，本人潛意識中對此有自覺。
神無 鈴音
螢的同班同學。
本身是個巫女，但能力不高。於是一直苦讀，結果卻變成純理論型的人。
對螢有好感。
真儀瑠 紗鳥
式見螢的前輩，屬於歸宅部，同部部員有螢、鈴音、夕、陽慈……等人。
本身不具有靈視能力，對此十分在意。
稱呼螢為「後輩」。
在作者後作《碧陽學園學生會議事錄》也有登場；不過作者說，因為作用不同，可以把兩人視為不同角色看待。
星川 陽慈
螢的好友。
具有靈視力。
小時向女生般的螢告白，被告知對於是男生後大受打擊，但也是兩人變成朋友的起端。
後來見到女裝的螢並再次一見鍾情。
篠倉 綾
式見 傘
螢的妹妹。
於第三卷中登場。
因為癡漢強暴未遂（實為塔納托斯所為，意圖打擊螢)，所以失去意識並且住院。
住院期間學會靈魂出竅的能力。
第三卷末中肉體恢復意識，但無法行動，便經常出竅去找哥哥玩。
神無 深螺
鈴音的姊姊
是個能力高強的巫女，高強的能力也造成妹妹的自卑。
和美、翔子
日向 耀
第四卷登場的螢的後輩。
少數能克制紗鳥的人。
經常抱著一個小狗布偶「喵君」（ニャー君）。
性格十分自我。
患有先天性心臟病，要長期服藥和檢查，也是她到了第四卷才第一次歸校的原因。
曾被赫耳墨斯救過因而成為朋友（實際上是赫耳墨斯自編自演，接近螢的手段）。
在初次相見時就對於和自己在某些地方很相似的螢抱有親近的感覺，歸宅部中只對螢透露了自己命不久矣的事實，但也正是這種情感遭受塔納托斯的利用。
第四卷末因病去世，化身為小幽的模樣（原因未知）刺殺螢後成佛，貌似有塔納托斯的教唆。
塔納托斯/赫耳墨斯
第四卷登場的少年。
讓螢一見面就徹底產生厭惡的情緒，換言之就是「見了就煩」。
同樣具有靈視能力。
最常用的名字是塔納托斯（タナトス），是死者的「王」，和式見螢相反，是世界所「喜愛」的人。
對和自己同為異端的螢抱有同類的感覺，希望對方能和自己合作，對被拒絕感到遺憾，但還是以自己的目標為先，殺死式見螢後再在其靈魂中剝下物質化幽靈的能力。
有一個名為愛麗絲的雙胞胎妹妹，為赫耳墨斯最親近的人，但因某些原因去世(貌似沒有成為幽靈)，這使得本來就討厭人類的赫耳墨斯變本加厲，最後做出了把世界上所有人變成幽靈的計劃。
雨森 沙里
水月 鏡花
螢
某事件結束之後，紗鳥所飼養的黑貓。名字是根據螢的名字命名的。
存在於心中
小說第一卷登場的惡靈。
居住在車站內，只具有控制他人心靈的能力。
藉由控制心靈的能力殺害了許多人。
見到螢後十分開心，因為自己終於能夠親手殺人。
剝臉者
小說第二卷登場的惡靈。
可以自由變換外型，但總是保持醜陋的外表。
對外表十分在意，因此殺害許多美型的人。
楔
神無深螺所使用的靈之一。生前是個強姦犯。
具有能夠分解成大量密度低的靈的能力。
曾藉由這能力附身到螢身上，但卻因為承受不了世界的排斥而自願離開。
死神
這世上最強的靈能力者。
不管是怎樣的靈體都能輕易地讓他們服從，所以被叫做死者之王。
對能使用靈體實體化能力的式見螢很感興趣，因而行動。
以赫耳墨斯的身分接近式見螢。
無論是死神（タナトス）還是赫耳墨斯（ヘルメス），都是其假名。

## 專有名詞
私立現守高中
式見螢一行人所就讀的高中，沒什麼特徴。
靈體物質化能力
式見螢擁有的能力，能讓自身半徑2m以內的幽靈實體化。
於第三卷測量時，能力範圍增長到約半徑3m。
任意靈體，只要一部份進入效果範圍之內，整體就會物質化。
此外，靈體和其他物質重疊時，在物質化時質量較小的會被彈開。
在物質化途中受傷時，如果離開到範圍外會自動痊癒。但是在那情況下會消耗靈力而傷的更嚴重。靈力使用完後靈體會自動消滅。
物質幽靈
因為靈體物質化的能力而物質化的靈體的統稱。和普通的靈不同的是即使是沒有靈視能力的普通人也能摸得到，但依然看不見。
戰鬥力依靈力的強度成比例上升。
戀愛經驗目測能力
星川陽慈所擁有的特殊能力，能一眼看出對方大約跟多少人交往過，現在是否有正在交往的人、有喜歡的人。

## 作品一覽
- 《物質幽靈1》ISBN 4829117893
- 《物質幽靈2》ISBN 4829118199
- 《物質幽靈3》ISBN 4829118644
- 《物質幽靈4》ISBN 4829118881
- 《物質幽靈0》ISBN 4829119063
- 《物質幽靈5》ISBN 4829119276

## 外部連結
- 富士見書房 （页面存档备份，存于）
- http://sekina.exblog.jp/ （页面存档备份，存于）